# میمی فیاضی
میمی فیاضی (متولد ۱۰ اوت ۱۹۴۷) (انگلیسی: Mimi Fayazi) یک طراح مد آمریکایی ایرانی‌تبار موفق در دهه ۱۹۷۰ است. میمی در ایران به دنیا آمد و در سال ۱۹۶۷ به نیویورک آمد تا در مدرسه مد طراحی مایر تحصیل کند. فیاضی طراحی خود را در نیویورک آغاز کرد و پس از آن در سال ۱۹۷۴ در لس آنجلس، با برچسب Fayazi Couture، لباس Miss Fayazi، و Mimi Fayazi Designs، طراحی‌های میمی فیاضی را شروع کرد. سبک او کاملاً زنانه بود و در عین حال به تأثیرات کلاسیک دهه ۱۹۳۰ و ۱۹۴۰ نیز توجه داشت. علاوه بر اینکه برای طراحی و ساختگی مشهور بود، لباس او نیز قرار بود به راحتی روز به لباس شب انتقال یابد. لباس او که خلاقانه و پیشرفته تلقی می‌شد، در فروشگاه‌های تخصصی و دپارتمان‌ها از جمله ساکس، لرد و تیلور و برگدورف گودمن به فروش می‌رسید و توسط بسیاری از بازیگران از جمله الی مک گراو و کندیس برگن پوشیده می‌شد.
در سال ۱۹۷۸، فیاضی به دلیل طراحی‌های خود موفق به کسب ۲ جایزه تامی از شورای چاپ پارچه‌های آمریکایی شد.